# Irene Lichtscheidl-Schultz
Irene K. Lichtscheidl-Schultz (* 12. Juni 1955) ist eine österreichische Botanikerin.

## Leben
Sie studierte von 1976 bis 1982 Botanik und von 1973 bis 1977 Pharmazie an der Universität Wien. Seit 1983 war sie Universitätsassistent am Institut für Pflanzenphysiologie der Universität Wien. 1987 war sie Post Doc an der TU München. Von 1988 bis 1989 war sie PostDoc an der University of Massachusetts Amherst. Nach der  Promotion Sub auspiciis 1983 zum Dr. phil. nat. an der Universität Wien bei Walter G. Url und der Venia docendi 1996 (Habilitation) in Anatomie und Physiologie der Pflanzen Spezialisierung in Physiologie der Pflanzenzellen ebenda  lehrt sie seit 1996 als Universitätsprofessorin an der Universität Wien.